# Bursera amplifolia
Bursera amplifolia är en tvåhjärtbladig växtart som beskrevs av Henry Hurd Rusby. Bursera amplifolia ingår i släktet Bursera och familjen Burseraceae. Inga underarter finns listade i Catalogue of Life.